# رابرت اچ. پارک
رابرت ه. پارک (به انگلیسی: Robert H.Park) (زاده ۱۵ مارس ۱۹۰۲ - مرگ ۱۸ فوریه ۱۹۹۴) یک مهندس برق آمریکایی و مخترع بود، او بیشتر با تبدیل پارک شناخته شده‌است، که برای تجزیه و تحلیل ساده‌تر مدارهای الکتریکی سه فاز استفاده می‌شود.